# エイミー・オルコット
エイミー・オルコット（Amy Alcott、1956年2月22日 - ）はミズーリ州カンザスシティ出身のアメリカ合衆国の女子プロゴルファー。1975年からLPGAツアーに参戦し、メジャー大会5勝を含む通算29勝をあげている。

## 来歴
オルコットは1973年に全米女子ジュニアアマチュアゴルフ選手権で優勝し、1975年、19歳の時にプロ転向した。初勝利はプロ3戦目のオレンジブロッサム・クラシックであった。この年LPGAルーキー・オブ・ザ・イヤーを獲得。1979年、1980年.1984年に年間4勝をあげたが、最も好調だったのは1980年で、年間最少平均スコアのタイトル（ベアトロフィー）を獲得し、出場した28トーナメントの内、優勝4回、2位5回、トップ10入りする事21回を数えた。
メジャー初勝利は1979年のピーター・ジャクソン・クラシック（後のデュモーリエ・クラシック）だった。1980年には全米女子オープンを制し、ナビスコ・ダイナ・ショア大会は1983年、1988年、1991年の3回優勝している。1991年のナビスコ・ダイナ・ショアが彼女のLPGAツアーにおける最後の優勝となった。現在、同大会では優勝を祝して18番ホール・グリーン脇の池に飛び込む事が勝者の伝統となっているが、これを最初に行なったのはオルコットである。
ナビスコ・ダイナ・ショア大会の勝利は、彼女の通算29勝目であった。当時世界ゴルフ殿堂入りするには少なくとも通算30勝が必要とされ、オルコットはその後30勝目をあげる事ができなかった。1999年、LPGAが選考方法をポイントに基づく規準に変え、これを満たしていたオルコットは晴れて殿堂入りを果たした。
2001年から2004年まで、オルコットがホストを務めるオフィス・ディポ選手権はLPGAツアーの公式戦であった。ツアー引退後オルコットはコース設計を始め、衛星ラジオ番組の司会者も務めた。また彼女はゴルフのレッスン本を書き、レッスンビデオを製作した。2007年7月、オルコットはカリフォルニア州ロサンゼルスのハーバード・ウェストレイク・スクールにおける女子ゴルフコーチの職を受諾した。

## LPGAツアーの優勝歴
通算29勝。太字はメジャートーナメント大会。
- 1975年：1勝
- 1976年：2勝
- 1977年：1勝
- 1978年：1勝
- 1979年：ピーター・ジャクソン・クラシックなど4勝
- 1980年：全米女子オープンなど4勝
- 1981年：2勝
- 1982年：1勝
- 1983年：ナビスコ・ダイナ・ショア大会の1勝
- 1984年：レディ・キーストン・オープンなど4勝
- 1985年：ネッスル世界選手権など3勝
- 1986年：2勝
- 1988年：ナビスコ・ダイナ・ショア大会の1勝
- 1989年：1勝
- 1991年：ナビスコ・ダイナ・ショア大会の1勝

## LPGAメジャー大会の成績
| トーナメント                   | 1971 | 1972 | 1973 | 1974 | 1975 | 1976 | 1977 | 1978 | 1979 | 1980 |
| ------------------------------ | ---- | ---- | ---- | ---- | ---- | ---- | ---- | ---- | ---- | ---- |
| ナビスコ・ダイナ・ショア大会 † | ...  | ...  | ...  | ...  | ...  | ...  | ...  | ...  | ...  | ...  |
| 全米女子プロゴルフ選手権       | ...  | ...  | ...  | ...  | CUT  | CUT  | T34  | 2    | 3    | T10  |
| 全米女子オープン               | ...  | ...  | ...  | ...  | 18   | T5   | T4   | T12  | T37  | 1    |
| デュモーリエ・クラシック       | ...  | ...  | ...  | ...  | ...  | ...  | ...  | ...  | 1    | T10  |

| トーナメント                 | 1981 | 1982 | 1983 | 1984 | 1985 | 1986 | 1987 | 1988 | 1989 | 1990 |
| ---------------------------- | ---- | ---- | ---- | ---- | ---- | ---- | ---- | ---- | ---- | ---- |
| ナビスコ・ダイナ・ショア大会 | ...  | ...  | 1    | T10  | T31  | T14  | T11  | 1    | T62  | T34  |
| 全米女子プロゴルフ選手権     | 9    | T5   | T26  | T52  | T8   | T15  | T9   | 2    | T14  | T46  |
| 全米女子オープン             | T19  | T13  | T11  | T3   | 11   | T5   | T12  | T41  | T26  | T9   |
| デュモーリエ・クラシック     | T25  | WD   | T13  | T10  | 3    | T8   | T14  | T4   | T4   | CUT  |

| トーナメント                 | 1991 | 1992 | 1993 | 1994 | 1995 | 1996 | 1997 | 1998 | 1999 | 2000 |
| ---------------------------- | ---- | ---- | ---- | ---- | ---- | ---- | ---- | ---- | ---- | ---- |
| ナビスコ・ダイナ・ショア大会 | 1    | T32  | T56  | T58  | CUT  | T23  | T57  | T40  | T33  | CUT  |
| 全米女子プロゴルフ選手権     | 10   | T10  | CUT  | T7   | CUT  | CUT  | T67  | CUT  | CUT  | CUT  |
| 全米女子オープン             | 3    | T13  | T26  | T6   | T63  | DNP  | CUT  | CUT  | DNP  | DNP  |
| デュモーリエ・クラシック     | T44  | CUT  | T25  | T14  | T33  | T36  | T52  | CUT  | CUT  | T65  |

| トーナメント               | 2001 | 2002 | 2003 | 2004 | 2005 | 2006 | 2007 | 2008 |
| -------------------------- | ---- | ---- | ---- | ---- | ---- | ---- | ---- | ---- |
| クラフト・ナビスコ選手権 † | CUT  | T68  | CUT  | 77   | CUT  | CUT  | CUT  | CUT  |
| 全米女子プロゴルフ選手権   | T54  | DNP  | DNP  | CUT  | DNP  | WD   | DNP  | DNP  |
| 全米女子オープン           | DNP  | DNP  | DNP  | DNP  | DNP  | DNP  | DNP  | DNP  |
| 全英女子オープン ^         | DNP  | DNP  | DNP  | DNP  | DNP  | DNP  | DNP  | DNP  |

† 現在クラフト・ナビスコ選手権として知られているこのトーナメントは1972年 - 81年までコルゲート・ダイナ・ショア大会、1982年 - 99年までナビスコ・ダイナ・ショア大会であった。2000年にナビスコ選手権になり、2002年に現在の名称となった。

^全英女子オープンは 2001年からデュモーリエ・クラシックの代わりにLPGAメジャー大会に昇格した。

LA = ローアマチュア（最優秀アマチュア選手）

DNP = 出場せず

CUT = 予選落ち

WD = 棄権

DQ = 出場資格無し

... = メジャー大会ではなかった

"T" = 複数の選手と順位を分け合った（タイ）

グリーン地は優勝、黄色地はトップ10入りを表している。